# Łubówko
Łubówko (niem. Klein Lubow See) – niewielkie jezioro na Pojezierzu Dobiegniewskim, w powiecie strzelecko-drezdeneckim, w gminie Drezdenko.
Jezioro położone wśród lasów około 1500 metrów na zachód od miejscowości Zagórze. Jest to centralna część Rezerwatu Przyrody Jezioro Łubówko.